# Prof.Moriarty & Smiley-Todd
Prof.Moriarty & Smiley-Todd(プロフ モリアーティー アンド スマイリートッド)は、日本の音楽ユニット。

## メンバー
- 堀江城司(ほりえじょうじ)1982年8月9日生まれ・・・ボーカル、ギター　AB型　北海道出身。
- 六田真也(ろくだしんや)1982年12月25日生まれ・・・ベース、コーラス　B型　石川県出身。

## 経歴

### 来歴
- 2001年、京都産業大学軽音楽部にて結成。
- 2004年10月、3枚のデモ音源をリリース後、1stミニアルバム「テトラグラフ」リリース。
- 2005年10月、2ndミニアルバム「さよならリフレイン」をリリース。
- 2006年8月、1stシングル「クレナイ」全国リリース。
- 2006年12月、1stフルアルバム「君と僕のこと」全国リリース。
- 2008年1月27日、初のワンマンライブを京都MOJOにて開催。
- 2008年5月31日、G.松本章伸(まつもとあきのぶ)脱退。
- 2008年6月より、サポートG.に仲地英教(なかぢひでのり：京都産業大学軽音楽部の同級生)を迎えて活動。
- 2008年11月23日、二度目のワンマンライブを大阪福島2nd.LINEにて開催。このライブを最後にDr.小林康哲(こばやしやすのり)脱退。
- 2009年1月より、G.仲地英教、Dr.澤井俊弥(京都産業大学軽音楽部の同級生)が正式メンバーとして加入。
- 2009年1月4日の京都MOJOでのライブより、新生Prof.Moriarty & Smiley-Toddとして活動スタート。

### 音源
「青少年よ、大志を抱け」(廃盤)

　1.クレーター

　2.What's the LIFE?

「青春ラプソディー」(廃盤)

　1.1903

　2.What's the LIFE?

　3.クレーター

　4.いずれ

　5.うたうべきうた

　6.河原を走る

「宇宙/受話器の向こう側」(廃盤)

　1.宇宙

　2.受話器の向こう側

「PICK-UP PROJECT/TWIST」オムニバス(廃盤)

　3.ミッドナイト

「テトラグラフ」初盤(廃盤)　PMST-0003 2004.10.13
 　1. 9th
　2.トロイメライ
　3.ミッドナイト

　4.宇宙

　5.受話器の向こう側

「HI-STYLE VOL.9」オムニバス(廃盤) HIST-0013 2005.3.25
　3.遠い街

「通天MUSIC-関西早耳アワード'05-」オムニバス(廃盤) TTCD-1001 2005.5
　9.9th
　10.トロイメライ

　2005.4.2に大阪福島2nd.LINEにて行われた通天MUSIC-関西早耳アワード'05-のライブ音源

「テトラグラフ」第二盤(廃盤)　PMST-0003 2005.6.29

　歌詞カードの写真変更、中ジャケット追加、裏ジャケット追加

　ボーナストラック6曲目に追加収録「からっぽな世界～ぷろふん家」

「先行サンプル音源」2005.8.16、8.23、8.24、8.27、9.8、9.12、9.28

　2005年8月～9月のライブのプロフメール予約者特典

　ミニアルバム「さよならリフレイン」の中の希望曲1曲、先行サンプルCD-R

「さよならリフレイン」　ATRT-101 2005.10.12 \1260
 1.さよなら明日
　2.ローリン
　3.遠い街
　4.さよならTシャツガール
　5.運命線
　「遠い街」はボーカル新テイク

「さよなら明日」PV 2005.12.18
 スピカレコードの「さよならリフレイン」購入者先着特典
　2005.12.18のインストアライブにて引き換え

「Quip Magazine Sampler CD」 2006
 サニー

「似たものどうし」　PMST-0004 2006.7.16 \1260
 1.深草
　2.グリコ
　3.生活
　4.バンソウコウ
　5.似たものどうし
　6.雨の日に考えたこと
　ボーカル堀江のソロ：セノビチームの音源

「クレナイ」　ATRT-102 2006.8.9 \1050
 1.クレナイ
　2.あざだらけ
　3.vesper
初の全国流通音源

「第3世代 コンピレーションアルバムVOL.2」 KTM-002 2006.8.9 \1890
 12.サニー

「君と僕のこと」　ATRT-103 2006.12.6 \2415
 1.君と僕のこと
　2.りっちゃん
　3.クレナイ
　4.まつげ
　5.うたうべきうた
　6.9th
　7.手紙になりたい
　8.運命線
　9.宇宙
　10.have to go
 5、6、9は新テイク

「君と僕のこと」PV集　2006.12.6
　1.りっちゃん
　2.クレナイ
　3.さよなら明日
　4.バンドプロフィール
　5.PVメイキング
　タワーレコードの「君と僕のこと」購入者先着特典

「Quip Magazine Sampler CD vol.30」 2007
 5.9th